# Тихомиров, Владислав Николаевич
Владислав Николаевич Тихомиров (14 августа 1939, Ярославская область — 19 июня 2017, Иваново, Россия) — советский партийный и российский государственный деятель, глава администрации Ивановской области в 1996—2000 годах.

## Биография
Родился 14 августа 1939 года в с. Кукобой Первомайского района Ярославской области. По национальности русский. Отец — кадровый офицер, погиб на фронте, мать работала учительницей.

### Образование и трудовая деятельность
В 1962 году окончил Ивановский сельскохозяйственный институт. С 1962 по 1964 год работал агрономом-экономистом совхоза «Кинешемский».

### Политическая деятельность
С 1964 по 1971 год — первый секретарь Кинешемского райкома ВЛКСМ Ивановской области, заведующий отделом, второй секретарь Ивановского обкома ВЛКСМ.
С 1971 по 1975 год — заместитель заведующего отделом сельского хозяйства Ивановского обкома КПСС, первый секретарь Комсомольского райкома КПСС Ивановской области. С 1975 по 1979 год — первый заместитель начальника областного управления сельского хозяйства.
С 1979 по 1987 год — первый секретарь Гаврилово-Посадского райкома КПСС Ивановской области, секретарь обкома КПСС по вопросам агропромышленного комплекса. С 1987 по 1990 год — председатель исполкома, с 1990 по 1994 год — председатель Ивановского областного Совета.
Избирался народным депутатом РСФСР.
С 1994 по 1996 год — председатель Законодательного Собрания Ивановской области. В 1996 году был назначен, а затем и избран главой администрации Ивановской области (50,12% в первом туре), по должности входил в Совет Федерации, являлся заместителем председателя Комитета по аграрной политике.
В 2000 году на очередных выборах главы администрации Ивановской области решил не участвовать.
С 2001 по 2005 год был депутатом Законодательного Собрания Ивановской области третьего созыва, руководителем фракции «Единая Россия».
Похоронен на кладбище в местечке Балино.

## Награды
- Орден «За заслуги перед Отечеством» IV степени (13 августа 1999) — за заслуги перед государством и последовательное проведение курса экономических реформ[3]
- Орден «Знак Почёта»

## Семья и увлечения
Был женат, имел сына Владимира. Увлекался музыкой.